# Prosvjed na Markovom trgu 2024.
Dana 17. veljače 2024. na Trgu svetog Marka u Zagrebu održan je prosvjed protiv 15. Vlade Republike Hrvatske i HDZ-a. Prosvjed je organiziralo jedanaest oporbenih parlamentarnih stranaka zbog imenovanja Ivana Turudića za glavnog državnog odvjetnika, a nosio je naziv »Dosta je! Odmah na izbore«. Prosvjed je tražio raspuštanje desetog saziva Sabora i nove izbore, u svrhu čega su predstavljeni i prikupljeni potpisi saborskih zastupnika.
Okupljanja su započela u 10 sati, a prosvjed je u 11 sati krenuo u dva skupa, od kojih je jedan kretao iz Mesničke ulice, dok je drugi krenuo s Trga bana Josipa Jelačića. Skupovi su se kretali kroz dvije rute i sastali se na Markovu trgu. Prema reportažama se okupilo »tisuće prosvjednika«, uslijed čega je popunjen Markov trg i zakrčene okolne ulice. Očekivani broj prosvjednika bio je oko pet tisuća, a prema navodima SDP-a okupilo se više od deset tisuća prosvjednika. Prema procjeni organizacije Arhiv javnih skupova skupilo se oko sedam tisuća prosvjednika.
Prosvjed su organizirale oporbene stranke centra i ljevice: SDP, Možemo!, Centar, IDS, HSS, Radnička fronta, Fokus, Socijaldemokrati, Reformisti, GLAS i Stranka s imenom i prezimenom. Prema navodima medija, podršku su dale i dvije stranke koje nisu bile pozvane na prosvjed: Most i Hrvatski suverenisti.
Neki od govornika na prosvjedu bile su političarke i političari Sandra Benčić, Dalija Orešković, Krešo Beljak, Peđa Grbin i Ivica Puljak, glumac Janko Popović Volarić, pjevačica Ivanka Mazurkijević i filmska redateljica i producentica Dana Budisavljević.

## Uzrok i povijest prosvjeda
Dana 25. siječnja 2024. predsjednik Vlade Andrej Plenković za glavnog državnog odvjetnika predložio je Ivana Turudića, dotada suca Visokog kaznenog suda. Prijedlogu su se protivile oporbene stranke zbog navodnog Turudićevog bliskog odnosa s Hrvatskom demokratskom zajednicom, bivšim izvršnim dopredsjednikom GNK Dinama Zdravkom Mamićem koji se u to vrijeme nalazio izvan Republike Hrvatske zbog osude u slučaju nanošenja financijske štete Dinamu i hrvatskom proračunu, te bivšom državnom tajnicom Josipom Pleslić (prije Rimac) koja je u svibnju 2020. godine uhićena zbog sumnje u korupciju.
Nakon Turudićevog nijekanja bliskosti s Josipom Pleslić, u medijima su objavljeni prijepisi privatnih tekstovnih poruka između njih. Objavu poruka Plenković je nazvao »voajerizmom« s »ciljem difamiranja kandidata za glavnog državnog odvjetnika«.
 

Nakon prijedloga Tudurića za glavnog državnog tajnika, predsjednik Zoran Milanović izjavio je da se „DORH namjerava staviti pod potpunu političku kontrolu aktualne vlasti [HDZ-a]”.
Dana 7. veljače 2024. Turudić je sa 78 glasova za, 60 protiv i dva suzdržana izabran za glavnog državnog odvjetnika zbog čega je oporba napustila sabornicu, dok su saborski zastupnici stranke Možemo prosvjedovali ispred palače Sabora. Uslijed izbora Turudića oporba je 8. veljače 2024. najavila prosvjed na Markovu trgu 17. veljače 2024. godine.
Oporbena političarka Dalija Orešković nazvala je imenovanje „krahom i krajem neovisnog pravosuđa i države kao takve”. Saborska zastupnica stranke Možemo Ivana Kekin optužila je premijera Plenkovića da želi krenuti u smjeru Orbana u Mađarskoj i Vučića u Srbiji.
Premijer Plenković branio je izbor Turudića i rekao da je Turudić prošao više sigurnosnih provjera Sigurnosno-obavještajne agencije. Oporba je tražila održavanje tematske sjednice Saborskog odbora za pravosuđe, no vladajuća većina odbila je njezino održavanje jer je, prema njima, izbor proveden „transparentno i zakonito”.
Dana 14. veljače 2024. objavljeno je da je predsjednik Visokog kaznenog suda Željko Horvatović uz suglasnost predsjednika Vrhovnog suda RH Radovana Dobronića podnio pritužbu nadležnom sudačkom vijeću protiv Turudića zbog navodne povrede Kodeksa sudačke etike.

## Odjek
Premijer Plenković nazvao je prosvjed „skupom radikalne ljevice” s porukama koje su „vulgarne, primitivne, na tragu Milanovićeva stila”.
Ministar branitelja Tomo Medved rekao je da je jedini program prosvjeda „mržnja prema HDZ-u i vladi”.
Politički analitičar i filozof Žarko Puhovski rekao je da prosvjed nije bio "spektakularan uspjeh", ali da je "uspio na tri razine:
1. okupio je značajan broj ljudi,
2. održan je na pristojnom nivou bez vulgarnih poruka i
3. pokazao je da postoji potencijal za prekid sadašnje situacije."